# Хилда Гейрингер
Хилда Гейрингер (на немски: Hilda Geiringer) също позната като Хилда фон Мизес е австрийска математичка.

## Биография
Родена е на 28 септември 1893 във Виена, Австро-Унгария в еврейско семейство. Баща ѝ Лудвиг Гейрингер е роден в Унгария, а майка ѝ Марта Вертхаймер е от Виена. Родителите ѝ се женят, докато баща ѝ работи във Виена като производител на текстил. Още в средното училище Гейрингер показва големи математически способности. Родителите ѝ я подкрепят финансово, за да следва математика във Виенския университет. През 1917 г. получава и докторската си степен там. Защитава дисертация под ръководството на Вилхелм Виртингер на тема "Trigonometrische Doppelreihen" (Тригонометрични двойни редове) за две неизвестни от редовете на Фурие. Прекарва следващите две години като асистентка на Леон Лихтенщайн, редактирайки Jahrbuch über die Fortschritte der Mathematik (Годишник за напредъка на математиката), математическо списание.
През 1921 г. Гейрингер се премества в Берлин, където започва работа като асистентка на Рихард фон Мизес в Института по приложна математика. Същата година се омъжва за Феликс Полачек, който, подобно на Гейрингер е роден във Виена в еврейско семейство и учи в Берлин. Полачек получава докторската си степен през 1922 г. и започва работа в Reichspost (държавната поща) в Берлин, прилагайки математически методи към телефонните връзки. Хилда и Феликс имат дете Магда, родено през 1922 г., но бракът им се разпада. След развода Гейрингер продължава да работи за фон Мизес и в същото време отглежда детето си.
Макар че е завършила като чиста математичка, Гейрингер се премества в полето на приложната математика, за да пасне на работата, извършвана в Института по приложна математика. Работата ѝ по това време се концентрира върху статистиката, теория на вероятностите и също така върху математическата теория за пластичната деформация. Тя представя теза за хабилитацията като инструктор в Берлинския университет, но не е приета веднага. Гейрингер губи правото си да преподава в университета през декември 1933 г. Всъщност тя е предложена за назначаване на позицията на извънреден професор през 1933 г., но предложението е оставено „на задържане“, след като влиза в сила закона за професионалната гражданска служба два месеца след като Адолф Хитлер идва на власт. Според този закон евреите нямат право да работят като учители, професори, съдии или на други правителствени позиции. Гейрингер напуска Германия след като е освободена от Берлинския университет и заедно с дъщеря си Магда заминава за Брюксел. Там е назначен в Института по механика и започва да прилага математиката към теорията за вибрациите.

### Истанбул
През 1934 г. Гейрингер последва фон Мизес в Истанбул, където е назначена за професор по математика и продължава изследванията си по приложна математика, статистика и теория на вероятностите. Докато е в Турция, Гейрингер се заинтересува от основните принципи на генетиката, формулирани от августинския монах Грегор Мендел. Между 1935 и 1939 г. е заета с използването на теорията на вероятностите, в която тя и фон Мизес имат важни приноси. Може би Хилда Гейрингер е една от пионерките в новопоявяващите се дисциплини като молекулярна генетика, човешка генетика, растителна генетика, наследственост при човека, геномика, бионформатика, биотехнология, биомедицинско инженерство и генно инженерство. Светът не дава достатъчно признание на Грейнингер главно поради това, че тя работи в Истанбул и публикува в турски списания. Докато е в Турция, е научен ръководите на първите турски математички Сузан Кахраманер.

### Съединени американски щати
След смъртта на Ататюрк през 1938 г. Гейрингер и дъщеря ѝ отиват в колежа Брин-Мор в Пенсилвания, където тя е назначена за лектор. Към това тя работи и към Американския съвет за научни изследвания, който по това време се занимава с военни въпроси и работата ѝ е класифицирана.
През 1942 г. води летни курсове по механика за напреднали в Университета „Браун“ в Провидънс, Род Айлънд с цел да повиши американските стандарти в образованието до ниво, което е постигнато в Германия. Тя пише своята изключителна поредица от лекции за геометричните основи на механиката, и макар те никога да не се публикуват, са широко разпространени и за много години използвани в САЩ. До този ден, макар че Университетът „Браун“ не предлага на Грейнингер щатно място, именно той се води рождено място на тези „мимеографични бележки.“

### Сватба с Рихард Едлер фон Мизес
Гейрингер и фон Мизес сключват брак през 1943 г. и на следващата година тя напуска своята нископлатена и на половин работен ден позиция в колежа Брин-Мор, за да бъде близко до съпруга си и защото колежът Уийтън и предлага постоянна позиция. Тя приема поста на професор и председател на катедрата по математика в колежа, който се намира в Нортън, Масачузетс. През седмицата преподава в колежа, а всеки уикенд пътува с фон Мизес, за да бъде с него в Кеймбридж.
По много причини това не е лесен начин на живот. Има само двама членове на факултета по математика в колежа Уийтън и Гейрингер копнее за ситуация, в която е сред математици, извършващи изследвания.

### Дискриминация
Тя кандидатства за позиции в други университети в Нова Англия, но опитите ѝ са неуспешно поради сравнително откритата дискриминация на жените по това време. Гейрингер трябва да преодолее друг удар: никога не се отделя от еврейското си възпитание. Приема всичко спокойно, вярвайки, че ако може да направи нещо за бъдещите поколения жени, тогава ще е постигнала нещо положително. Освен това не се отказва от изследванията си, докато е в колежа Уийтън. През 1953 г. тя пише:
„Трябва да работя научно отделно от моята работа в колежа. Това е необходимост за мен. Не съм спирала от студентските си години, това е най-дълбоката нужда в моя живот.“
Един отговор на молба за работа, която тя получава е съвсем типичен:
„Сигурен съм, че нашият президент няма да одобри жена. Имаме някои жени в екипа си, така че не е само предразсъдъци срещу жените, но отчасти това е така, защото не искаме да наемаме жени, ако можем да намерим мъже.“
На 23 юни 1939 г. професорът по астрономия от Харвардския университет Харлоу Шапли пише от нейно име до колежа „Радклиф“, който работи като близка институция с Харвард. Макар да привлича инструктори и други ресурси от Харвард завършващите Радклиф не получават степен от Харвард чак до 1963 г. Въпреки че Грейнингер е добра математичка и по-добра преподавателка, отколкото Харвард може да осигури на жените в Радклиф, не ѝ е предложена истинска работа от нито една от двете институции.
В писмо от 7 март 1941 г. Освалд Веблен, пишейки от нейно име, казва: „Знаеш, разбира се, че има все по-голямо търсене на знания за статистиката в няколко науки. Желателно е, когато е възможно, курсовете по статистика да бъдат водени от хора, които са добре запознати с математиката, както и да се интересуват от нейното приложение. Учители, които удовлетворяват и двете условия, без съмнение не са много.“ Той завършва тези размисли с „Г-ца Гейрингер може би е единствената жена, която удовлетворява и двете условия.“ Три дни по-късно Херман Вайл пише: „В нейното поле на приложна математика и особено в математическата статистика тя е първокласен учен с голям опит и постижения.“ После добавя, „според мен приложната математика, която създава мост от абстрактната математика към по-конкретните съседни науки до този момент е ненужно пренебрегвана в тази страна; че при сегашните обстоятелства нейното значение значително се е увеличило.“
Към 28 май 1943 г. тя пише на Херман Вайл в Института за перспективни изследвания в Принстън. „Съзнавам със сигурност факта, че е трудно за бежанка + жена да открие нещо. Въпреки това не съм изгубила още надежда. Няма нужда да казвам, че позиция за изследовател ще бъде също толкова добра за мен, както и преподаването.“„Надявам се, че ще има по-добри условия за следващите поколения жени“, пише тя. „Междувременно трябва да продължим възможно най-добре.“

### Работа в Харвард
През 1953 г. Рихард фон Мизес умира, а на следващата година Гейрингер макар да запазва работата си в колежа Уийтън, започва работа в Харвард, завършвайки и редактирайки много от недовършените трудове на фон Мизес. За да направи това, тя трябва да си осигури грант от Офиса за морски изследвания  и тогава Харвард ѝ предлага временен пост на изследовател по математика. В архивите на Харвардския университет има осем кутии, носещи етикета „Мизес, Хилда фон (Г-ца. Ричард фон Мизес, позната професионално като Хилда Гейрингер) (Приложна математика)“ HUG 4574.142. Съдържанието на тези кутии включва професионални неща като нейните „речи и варианти на публикувани трудове... няколко свързани с това писма и две тетрадки. Кутии 2 и 3 съдържат ръкописи, свързани с публикувани неща и имат числа, свързани с библиографията в HUG 4574.160.“
През 1959 г. Грейнингер е избрана за член на Американска академия на изкуствата и науките.
През 1956 г. Берлинският университет, може би за да успокои груповата вина, може би за да добави светло име към списъка си, я избира за почетен професор и ѝ дава пълна заплата. През 1959 г. тя се пенсионира официално от колежа Уийтън, а на следващата година колежът я удостоява с наградата почетен доктор на науките.
Освен това тя е член на Института по математическа статистика.
Умира на 22 март 1973 г. в Санта Барбара, САЩ.